# پنزانس
longitudeپنزانسlatitudeپنزانس
پنزانس (به انگلیسی: Penzance) یک منطقهٔ مسکونی در انگلستان است که در جنوب غربی انگلستان واقع شده‌است.

## خصوصیات
پنزانس ۲۱٬۲۰۰ نفر جمعیت دارد.